# Poštolka australská
Poštolka australská (Falco cenchroides) je dravý pták z roku Falco (sokol), který se vyskytuje v Austrálii a na Nové Guineji. Tento blízký příbuzný poštolky obecné představuje jednoho z nejmenších sokolovitých ptáků.

## Systematika
Druh poprvé společně popsali irský zoolog Nicholas Aylward Vigors a americký přírodovědec Thomas Horsfield v roce 1827. Rozeznávají se 2 poddruhy s následujícím rozšířením:
- F. c. baru Rand, 1940 – pohoří Sudirman (středozápad Nové Guineji);
- F. c. cenchroides Vigors & Horsfield, 1827 – Austrálie, Tasmánie, ostrov Lorda Howa, Norfolk.

Subsp. baru je o něco větší než subsp. cenchroides. Podle genetických analýz je poštolka australská blízce příbuzná poštolce obecné (Falco tinnunculus), od které se patrně vydělila někdy ve středním pleistocénu (0,1–0,4 mya). Vydělení poštolky australské bývá dáváno do souvislosti s jejím vytlačením na jih během pleistocenního zalednění. Další blízkým příbuzným poštolky australské je poštolka molucká (F. moluccensis). Všechny jmenované druhy mohou reprezentovat superdruh.

## Popis
Jedná se o menší poštolku s útlým tělem vzhledově podobou poštolce obecné. Horní partie jsou převážně červenohnědé s občasnými nepravidelnými tmavými skvrnami. Křídla jsou zakončena černě. Spodní partie jsou světle žlutohnědé s tmavými fleky. Spodní krovky ocasní mají tenké příčné proužky, výrazný je tlustší příčný pruh ke konci ocasu. Samice mívají větší množství tmavých skvrn a jejich korunka a ocas jsou výrazněji červenhonědé než u samců. Nedospělí jedinci připomínají samice, avšak mají ještě výraznější množství tmavých skvrn. Duhovky jsou hnědé, oční kroužek a ozobí žluté. Zobák je modrošedý, nohy žluté a drápy černé.
Nejvýraznější rozdíl mezi samcem a samicí je ve váze. Samice váží kolem 115–270 g, samec 120–190 g. Samec dosahuje délky těla kolem 31 cm, samice kolem 35 cm.

## Biologie

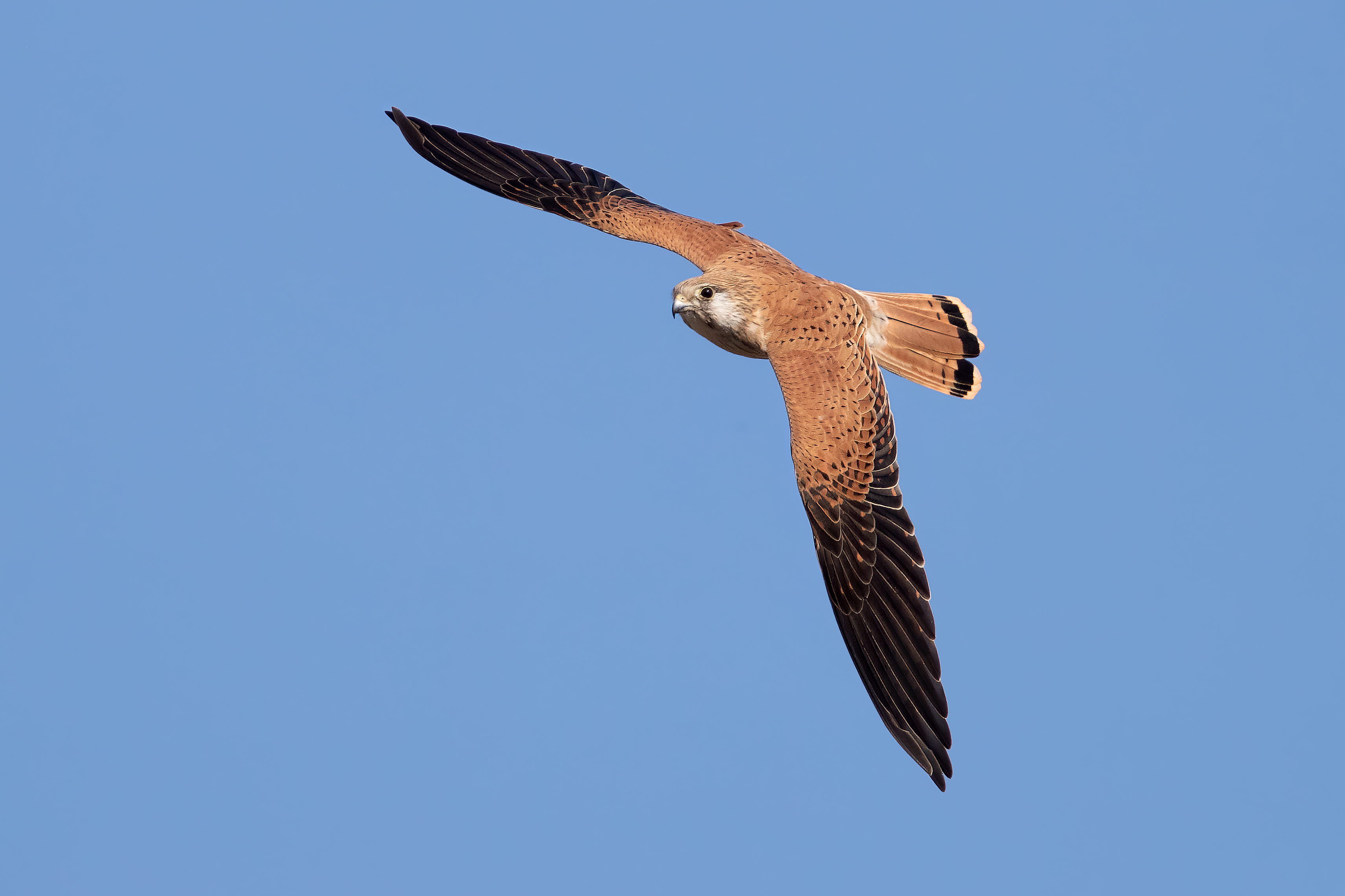
Poštolka australská v letu

Preferují otevřená stanoviště, odkud je dobrý rozhled po okolní krajině s kořistí. Hojné jsou hlavně v zemědělských oblastech v době vysoké početnosti hlodavců nebo hmyzu. Běžně obývá i příměstskou krajinu. Živí se hlavně velkými bezobratlými živočichy, avšak nezřídka uloví i menšího obratlovce jako jsou hlodavci, mladí králíci, plazi nebo menší ptáci. Potravu vyhlíží buďto vysedáváním na vyvýšeném bidlu, nebo pomocí vyčkávání na jednom místě ve vzduchu, kde se poštolka udržuje pomocí rychlého třepotání křídel a balancování těla rozevřeným ocasem. Ve vhodné chvíli se pak snese na kořist. Občas může kořist ulovit i za letu.
Jedná se částečně o tažný druh; menší část populace australského poddruhu cenchroides zimuje na severu Austrálie nebo dokonce až na jihu Nové Guineje, aby se s příchodem léta přesunula na jih. Novoguinejský poddruh baru je stálý.

### Hnízdění

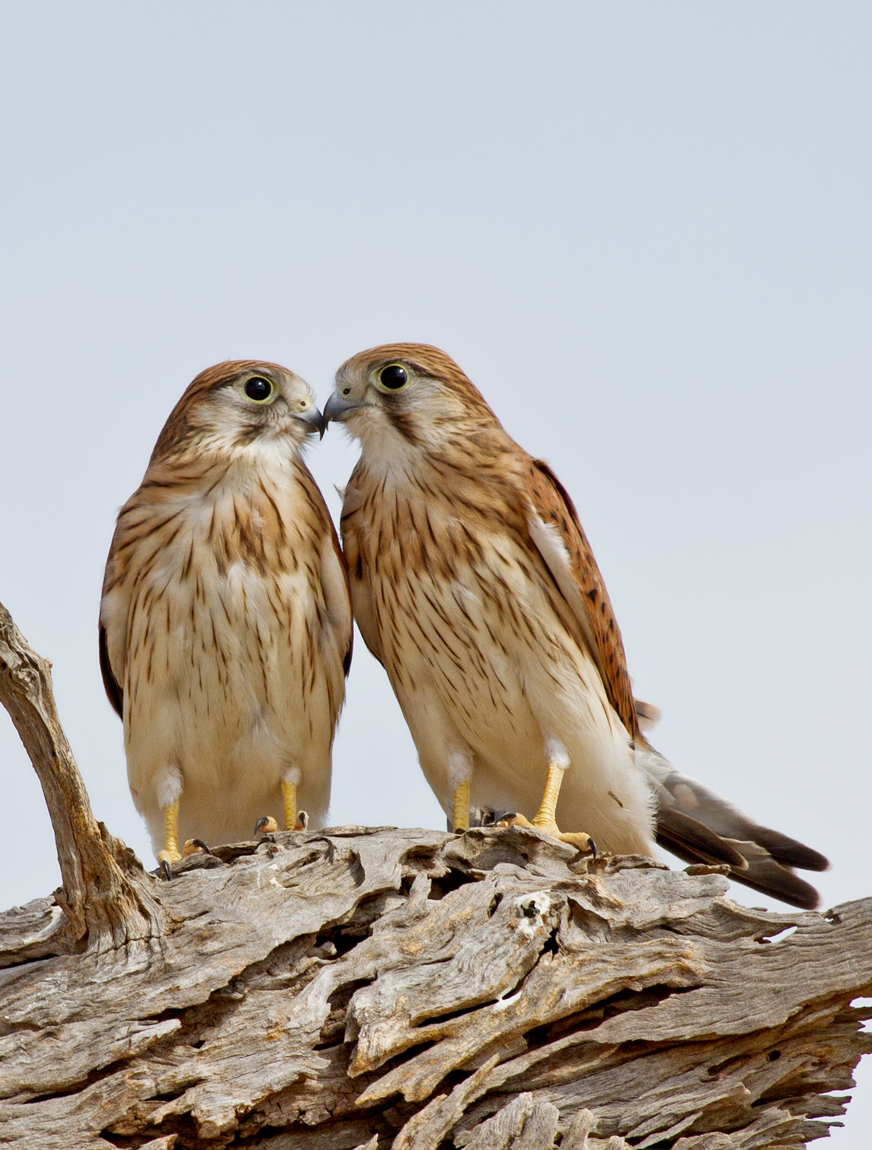
Nedospělé poštolky australské

K zahnízdění dochází od července do prosince, nejčastěji v září a říjnu. Hnízdo si nestaví, samice klade vejce na dno stromových dutin, skalních štěrbin, na skalní římsy aj. Zahnízdit může i na budovách. Snůšku tvoří 3–7, nejčastěji 4 jemně nahnědlá až narůžovělá vejce s jemným hnědým flekováním. Rozměr vejce bývá 28×31 mm. Inkubuje pouze samice po dobu 26–28 dní, zatímco samec shání samici potravu. Po vyklubání mláďat shání potravu první tři týdny samec, teprve poslední týden před prvním letem shání potravu svým potomkům oba partneři. Pár poštolek spolu často zůstává po několik hnízdních sezón a využívá stejné hnízdo.

## Rozšíření a populace
Jak již název napovídá, domovinou poštolky australské je Austrálie, kde se jedná o jednoho z deseti nejrozšířenějších ptáků. Sporadicky na zimu zalétne až do Tasmánie. Od roku 1944 hnízdí na ostrovu Lorda Howa a zhruba od roku 1971 i na ostrově Norfolk. Zatoulaní jedinci byli pozorování i na Novém Zélandu. Subsp. baru se vyskytuje v pohoří Sudirman na Nové Guineji.
Mezinárodní svaz ochrany přírody druh hodnotí jako málo dotčený se stoupající populací. Za to může hlavně tolerance poštolky obecné vůči různým typům habitatů spolu s její preferencí otevřené, zemědělské krajiny. Celková populace se odhaduje nejméně ve statisících.